# SS.11
SS.11 là một tên lửa chống tăng dẫn hướng bằng dây. Loại tên lửa này được thiết kế phục vụ trong trang bị của Hoa Kỳ là AGM-22. Đây là loại tên lửa đã được sử dụng trong Lục quân Pháp từ năm 1956. Việc sản xuất tên lửa đã ngừng từ năm 1980 sau khi 180.000 tên lửa đã được sản xuất. (Hình tên lửa SS.11 )

## Sự phát triển
Việc phát triển từ loại SS.10 (Nord-5203) bắt đầu từ năm 1953. SS.11 nhằm mục đích tạo ra loại hạng nặng của SS.10 để bắn từ các xe cơ giới, các tàu và trực thăng. Tên lửa đã đưa vào trong trang bị của quân đội Pháp với thiết kế SS.11.
Kiểu B của tên lửa SS.11 được thiết kế sau đó đã thay thế một vài cấu trúc điện tử ban đầu.

## Lịch sử
Sau sự hủy bỏ của SSM-A-23 năm 1958, Hoa Kỳ đã bắt đầu đánh giá, xác định loại tên lửa SS.11 và đưa chúng vào trang bị từ năm 1961. Tên lửa được trang bị và phóng từ trực thăng UH-1B Huey.
Tên lửa SS.11 lần đầu tiên được sử dụng cho chiến đấu là vào năm 1966 trong Chiến tranh Việt Nam. Tên lửa này đã được ngừng sử dụng dần dần từ năm 1976 do có sự thay thế của loại tên lửa BGM-71 TOW.
Do việc điều khiển dẫn hướng bằnd tay nên người điều khiển tên lửa này phải được đào tạo, huấn luyện rất kỹ.

## Mô tả
Có nhiều dạng đầu đạn được sử dụng cho tên lửa.
- 140AC loại nổ lõm
- 140AP02 loại nổ phá-sát thương
- 140AP59 loại chống người
- 140CCN chống tàu

## Đặc điểm kỹ thuật
- Chiều dài: 1190 mm
- Sải cánh: 500 mm
- Đường kính: 165 mm
- Khối lượng: 30 kg
- Tốc độ: 190 m/s
- Tầm hoạt động: 500 m đến 3 km
- Dẫn hướng: Bằng dây điều khiển bằng tay
- Đầu đạn: nặng 6,8 kg loại 140AC chống thiết giáp

## Các kiểu
- SS.11 / AGM-22
  - SS.11A1 XAGM-22A
  - SS.11B1 XAGM-22B
  - SS.11B1 (Huấn luyện) XATM-22B

## Hoạt động
Hoạt động chủ yếu
- Pháp
- Đức
- Ấn Độ
- Iran
- Iraq
- Israel
- Liban
- Libya
- Perú
- Ả Rập Xê Út
- Thụy Điển
- Anh Quốc
- Hoa Kỳ